# ميدوزوزا
ميدوزوزا (الإسم العلمي:Medusozoa)، هي شعيبة من الحيوانات تتبع شعبة اللاسعات.